# Episcopia Tulcii
Episcopia Tulcii este o eparhie a Bisericii Ortodoxe Române, sufraganǎ Mitropoliei Munteniei și Dobrogei. Are sediul în Tulcea, jurisdicția în județul omonim și este condusă de episcopul Visarion Bălțat.
În data de 14 aprilie 2004, Sfântul Sinod al Bisericii Ortodoxe  Române a hotărât înființarea Episcopiei Tulcii, hotărâre validată în cadrul ședinței Adunării Naționale Bisericești din data de 4 martie 2005. 
Aceasta a rămas fără conducător spiritual, până la  ședința Sfântului Sinod din data de 5 martie 2008, când a fost ales ca episcop titular, Preasfințitul Părinte   Visarion Rășinareanul, Episcop-vicar al Arhiepiscopiei Sibiului, urmând a fi instalat de sărbătoarea Bunei Vestiri din acel an.

## Lista ierarhilor care au păstorit în Dobrogea și a scaunelor ierarhice dobrogene
EPISCOPI DE TOMIS
- 303 - Evanghelicus
- cca. 303-304 - Efrem, episcop misionar
- cca. 319-324 - Titus (Tit)/ după alte surse și Filius
- cca. 324 Episcop necunoscut după nume, a participat la Primul Sinod Ecumenic
- 367-369 -  Bretanion, cu data de sărbǎtorire 25 ianuarie

 ARHIEPISCOPI AUTOCEFALI DE TOMIS
- 381 - Gherontius
- 390-407 - Teotim I, sărbătorit pe data de 20 aprilie
- 431 - Timotei
- 448 - Ioan
- 449-452 - Alexandru
- 457 - Teotim II

- cca. 470-496 - Petru

EPISCOPI DE CALLATIS
- secolul al VI-lea - Ștefan
- secolul al VI-lea - Petru

ARHIEPISCOPI SI MITROPOLIȚI DE VICINA (zona Isaccei)
- 1285-1292 - Teodor
- 1302-1306 - Luca

1337-1347 - Macarie
- 1347 - Chiril
- 1348-1959 - Iachint

MITROPOLIA DRISTREI
- 1438-1439 - Calist
- 1564 - Partenie
- 1615 - Ioachim
- 1638-1639 - Antonie
- 1653-1672 - Macarie
- 1679 - Metodie
- 1680 - Partenie
- 1691- Ghenadie
- 1706-1710 - Athanasie
- 1711-1719 - Ierotei Comnen
- 1720-1724 - Serafim
- 1732 - Calinic I
- 1739 - Constandie
- 1739-1757 - Bartolomeu
- 1764 - Chiril I

- 1777-1779 - Partenie

- 1780 - Chiril II
- 1784-1787 - Calinic II
- 1812 - Chiril III
- în anul 1813 Mitropolia Dristrei s-a contopit cu cea a Proilaviei sub numele de Mitropolia Dristrei și a Proilaviei. Sediul noii Mitropolii era la Braila. În anul 1828 nou creata Mitropolie a fost desființată. Mitropolia Dristrei, cu sediul la Silistra, a fost reînființata iar pentru creștinii ortodocși din nordul Dobrogei s-a înființat Mitropolia Tulcei. Fosta Mitropolie a Proilaviei nu a mai fost înființată.
- 1828-1836 - Antim, fost al Dristrei si Proilaviei
- 1836-1839 - Grigorie
- 1840-1859 - Ieronim
- 1860-1870 - Grigorie II

MITROPOLIA DRISTREI SI PROILAVIEI
- 1813-1821 - Caliniic IV
- 1821-1828 - Antim

MITROPOLIA TULCEI
- 1839-1850 - Panaret
- 1870-1877 - Dionisie
- 1877-1878 - Nichifor

DOBROGEA ÎN CADRUL STATAL ROMÂNESC
EPISCOPIA DUNĂRII DE JOS
- 1864-1879 - Melchisedec Ștefănescu
- 1879-1886  -Iosif Gheorghian
- 1886-1902 - Partenie Clinceni
- 1902-1909 - Pimen Georgescu
- 1909-1922 - Nifon Niculescu
- la 1 aprilie 1914 în componenta Episcopiei Dunării de Jos a intrat și teritoriul Cadrilaterului obținut de România de la Bulgaria în anul 1913. Până în acel moment acest nou teritoriu s-a aflat sub oblăduirea lui Vartolomeu Băcaoanul (1913 - februarie 1914) și a lui Meletie (februarie - 1 aprilie 1914), ambii în calitate de arhierei "delegați ai Sfântului Sinod". Tot de la 1 aprilie 1914 orașul Constanța a devenit reședința a unui arhiereu locotenent. Primul dintre aceștia a fost chiar episcopul Meletie, fostul arhiereu delegat al Sfântului Sinod.

Locțiitor:
- 1922-1923 - Platon Ciosu Ploiesteanul

- 1923-1924 - Iacob Antonovici
- - din anul 1923, în urma înființării Episcopiei Constanței, doar județul Tulcea a rămas în componența Episcopiei Dunării de Jos  Locțiitor:
- 1924 Platon Ciosu Ploieșteanul
- 1924-1947 - Cosma Petrovici

   EPISCOPIA CONSTANTEI (Constanta) - 1923-1950
- avea la înființare în componența sa județele Constanța, Durostor, Caliacra și Ialomița (conform împărțirii administrative din perioada interbelică)
- Ilarie Teodorescu (1923-†1925)

- Gherontie Nicolau (în anul 1925 în calitate de episcop-locotenent; 1926-1942)

- în timpul său, în anul 1940, Episcopia Constanței a pierdut teritoriul Cadrilaterului, cedat Bulgariei
Locțiitor: Eugenie Laiu Suceveanul (1942-1944)
Chesarie Pǎunescu (1944-1950)
- în anul 1949 jurisdicția Episcopiei Constanței s-a extins și asupra județului Tulcea, preluat de la Episcopia Dunării de Jos.
DUPĂ CEL DE-AL DOILEA RAZBOI MONDIAL
- În anul 1950 Episcopia Constanței a fost contopită cu nou înființata Episcopie a Galaților sub vechea denumire de Episcopia Dunării de Jos. Întreg teritoriul Dobrogei a intrat acum în componența nou organizatei Episcopii
EPISCOPIA DUNĂRII DE JOS (Galați)
- 1950-1973-Chesarie Paunescu (fost la Constanța)

Locțiitor:
- martie-august 1973 - arhiereul-vicar Gherasim Cristea Constǎnțeanu
- 1973-1975 - Antim Nica

ARHIEPISCOPIA TOMISULUI ȘI DUNĂRII DE JOS
(Galați; arhiereu-vicar la Constanța)
- prin ridicarea Episcopiei Dunării de Jos la rang de Arhiepiscopie
- 1975-1990 - Antim Nica ( în anul 1990 Dobrogea a intrat in componența Arhiepiscopiei Tomisului)

 ARHIEREI-VICARI AI ARHIEPISCOPIEI TOMISULUI ȘI DUNĂRII DE JOS
(cu sediul la Constanța)
- 1975-1982 - Epifanie Norocel Tomitanul

- 1985-1990 - Lucian Florea Tomitanul

   ARHIEPISCOPIA TOMISULUI (Constanța) - reînființată în anul 1990
- 1990-2001 - Lucian Florea

- 2001-prezent - Teodosie Petrescu

EPISCOPIA TULCII (înființată în 2005)
- 2008-prezent - Visaron Bălțat